# Östlicher Großer Erg

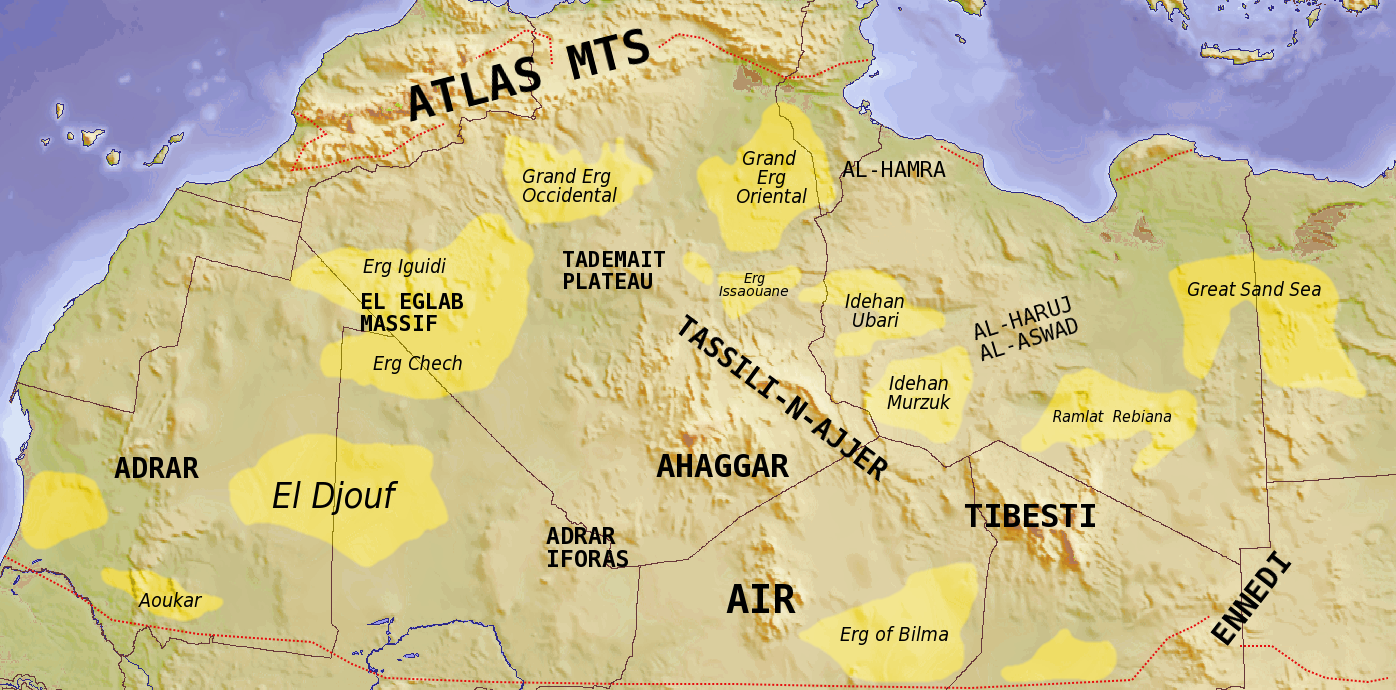
Lage des Östlichen Großen Ergs

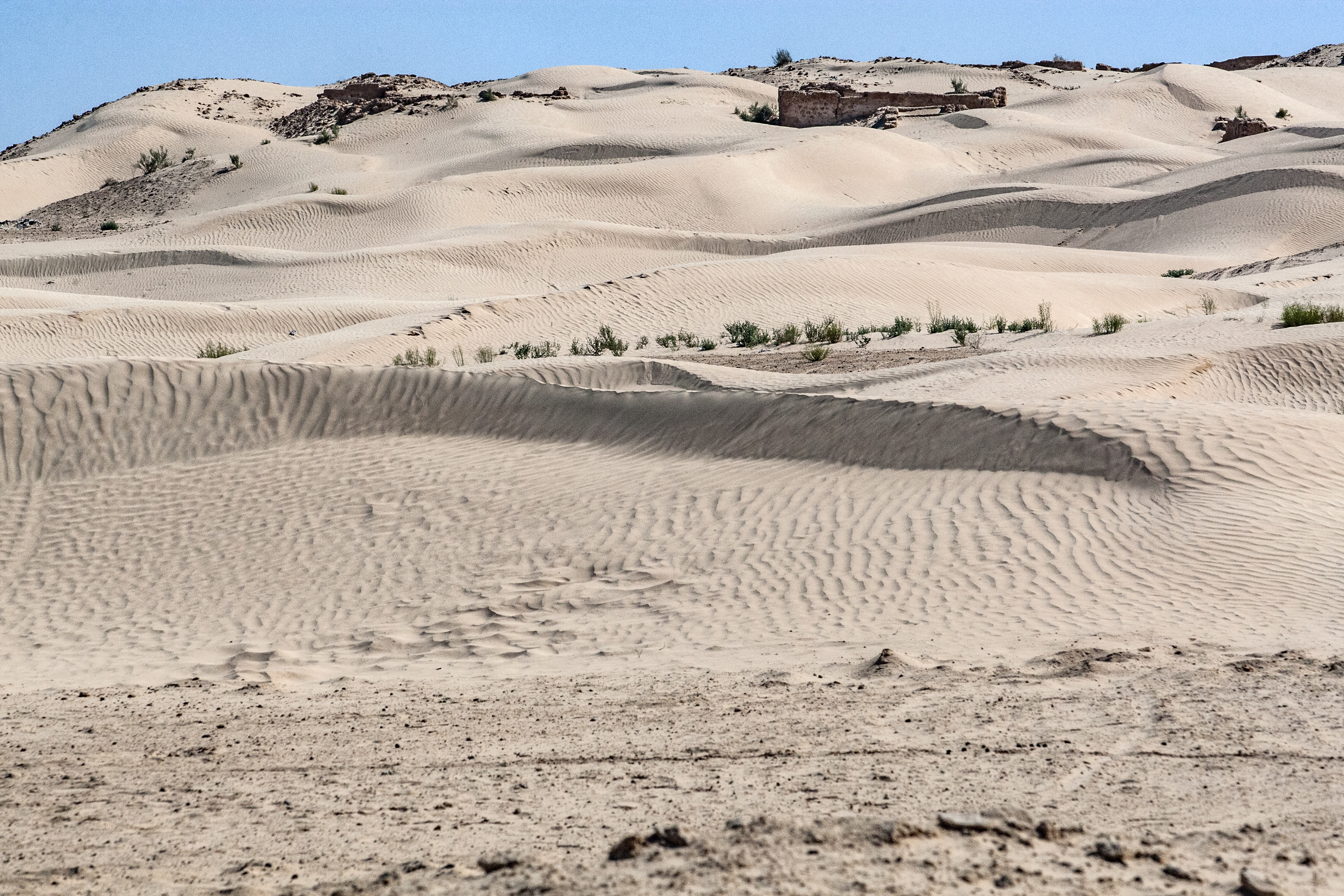
Dünenlandschaft bei Douz

Der Östliche Große Erg ist der größte Erg (Sandmeer) der Sahara. Er befindet sich in Nordalgerien, der nordöstliche Teil des Ergs erstreckt sich nach Tunesien. Der algerische Teil ist fast deckungsgleich mit dem Gebiet der Provinzen Ouargla sowie El Oued und endet im Norden an dem Becken des Schott Melghir und in Tunesien am Becken des Schott el Dscherid. Von Süden her ist im Dünenmeer noch bis kurz vor Touggourt im Norden die Spur des aus dem Ahaggar-Gebirge stammenden Oued Irharrhar erkennbar. Dieser Störung im Teppich aus Draa-Dünen folgt die Nationalstraße 3.